# Brannon Braga
Brannon Braga (nascut el 14 d'agost de 1965) és un productor de televisió, director i guionista estatunidenc. Conegut pel seu treball a la franquícia Star Trek, Braga va ser una força creativa clau darrere de tres de les sèries d'imatge real de la franquícia. Més tard es va convertir en productor executiu i guionista de diversos programes de Fox, com ara 24, Terra Nova i The Orville. Els seus crèdits cinematogràfics inclouen Missió: Impossible II, Star Trek: Generations i Star Trek: First Contact.
Va ser productor executiu de la sèrie de màxima audiència de Fox, Cosmos: A Spacetime Odyssey, un rellançament de la minisèrie de 1980 presentada per Carl Sagan per la qual Braga va guanyar un Premi Peabody, Premis de la Crítica Cinematogràfica, i el Premi del Sindicat de Productors dels Estats Units.A més, Braga ha estat nominat a tres Premis Emmy. Braga també va ser guionista, productor executiu i cocreador de la sèrie dramàtica Salem, la primera sèrie original de WGN America.

## Carrera
Braga va començar com a becari a Star Trek: La nova generació el 1990 com a part del programa de pràctiques de la Television Academy Foundation, i finalment es va convertir en coproductor de la darrera temporada de la sèrie. Va formar part de l'equip creatiu nominat a un Premi Primetime Emmy el 1994 a la Millor Sèrie Dramàtica, i va guanyar el Premi Hugo a la millor presentació sramàtica el 1995 pel seu treball al final de la sèrie, "Totes les coses bones..." juntament amb el seu col·laborador de llarga data Ronald D. Moore. Els seus crèdits en aquesta sèrie inclouen diversos episodis populars com ara "Causa i efecte", "Estat d'ànim" i "Paral·lel3s".
Després es va unir a Star Trek: Voyager com a productor i va ser seleccionat per ser productor executiu l'any següent. Va ser productor creador de Voyager fins al final de la sisena temporada, quan va passar a Star Trek: Enterprise. Es va associar amb Moore per escriure dos llargmetratges de Star Trek: Star Trek: Generations i Star Trek: First Contact. Més tard també desenvoluparien el guió de Missió: Impossible II. Va cocrear Star Trek: Enterprise i va dirigir aquesta sèrie com a productor executiu fins a la quarta i última temporada. Abans de la cancel·lació de Star Trek: Enterprise, Braga va cocrear la sèrie dramàtica de ciència-ficció de la CBS Threshold, Va ser contractat com a productor executiu i guionista de la sèrie Fox, 24, escrivint episodis a la setena i vuitena temporades. També va ser productor executiu i guionista de la sèrie de ciència-ficció de l'ABC del 2009 FlashForward.
Mentre estava al capdavant de Terra Nova, es va proposar a Braga coescriure una sèrie de còmics de quatre parts Star Trek: The Next Generation: Hive per a IDW, que va debutar el 2012.
Braga va ser el productor i un dels directors de la sèrie d'educació científica del 2014 Cosmos: A Spacetime Odyssey, una seqüela de la sèrie de 1980 Cosmos: Un viatge personal que va ser presentat per Carl Sagan. El projecte va veure Braga col·laborar amb l'escriptora de la sèrie original i vídua de Sagan, Ann Druyan, el productor executiu Seth MacFarlane i el presentador Neil DeGrasse Tyson. La sèrie de 13 episodis es va estrenar el 9 de març de 2014, i va rebre reaccions majoritàriament positives de la crítica i espectadors. Braga va ser nominat a un Emmy pel seu treball a la sèrie. El mes següent es va estrenar la sèrie de televisió dramàtica de fantasia històrica Salem, que Braga va cocrear amb Adam Simon, i de la qual és un dels productors executius. a El 2014, va dirigir el videoclip de Marilyn Manson "Cupid Carries a Gun" de l'àlbum The Pale Emperor.
Braga és un dels productors de The Orville, una comèdia dramàtica de ciència-ficció del 2017 inspirada en Star Trek. També va dirigir diversos episodis de la sèrie.

## Vida personal
Braga va estudiar a la Universitat Estatal de Kent i a la Universitat de Califòrnia, Santa Cruz, on va estudiar Arts Teatrals i Cinematografia.
Durant la producció de Star Trek: Voyager, Braga va sortir amb l'actriu Jeri Ryan durant diversos anys després que s'unís al repartiment a la quarta temporada. Entre febrer i novembre de 2000, van ser assetjats per Marlon Estacio Pagtakhan, que va ser condemnat per assetjament i amenaces al maig de 2001. Braga va pronunciar un discurs a la Conferència Internacional d'Ateus a Reykjavík, Islàndia, el 2006, on va parlar de mitologies, concretament del futur ateu per a la humanitat que Gene Roddenberry va imaginar a Star Trek.

## Filmografia
Cinema
| Any  | Títol                    | Director | Guionista | Productor executiu |
| ---- | ------------------------ | -------- | --------- | ------------------ |
| 1994 | Star Trek: Generations   | No       | Sí        | No                 |
| 1996 | Star Trek: First Contact | No       | Sí        | No                 |
| 2000 | Missió: Impossible II    | No       | Sí        | No                 |
| 2020 | Books of Blood           | Sí       | Sí        | Sí                 |
| 2024 | Bob Trevino Likes It     | No       | No        | Sí                 |

Televisió
| Any       | Títol                        | Creador | Director | Productor | Guionista | Productor executiu | Notes |
| --------- | ---------------------------- | ------- | -------- | --------- | --------- | ------------------ | --- |
| 1990–94   | Star Trek: La nova generació | No      | No       | Co-       | Sí (21)   | No                 | Staff writer (temporada 5: 21 episodis) Guionista editor (temporada 6) Co-productor (temporada 7) |
| 1995–2001 | Star Trek: Voyager           | No      | No       | Sí        | Sí (49)   | Sí                 | Productor temporada 1: 14 episodis, temporada 2: 4 episodis) Productor supervisor temporada 2: 22 episodis, temporada 3) Productor co-executiu (temporada 4) Productor executiu (temporades 5–6, temporada 7: 1 episodi Productor consultor (temporada 7: 25 episodis) |
| 2001–05   | Star Trek: Enterprise        | Sí      | No       | No        | Sí (38)   | Sí                 | |
| 2005–06   | Threshold                    | No      | No       | No        | Sí (1)    | Sí                 | |
| 2008      | 24: Redemption               | No      | No       | No        | No        | No                 | Telefilm Productor co-executiu |
| 2009–10   | 24                           | No      | No       | No        | Sí (16)   | Sí                 | Productor coexecutiu (temporada 7) Productor executiu (temporada 8) |
| 2009–10   | FlashForward                 | Sí      | No       | No        | Sí (2)    | Sí                 | |
| 2011      | Terra Nova                   | No      | No       | No        | Sí (3)    | Sí                 | |
| 2014      | Cosmos: A Spacetime Odyssey  | No      | Sí (8)   | No        | No        | Sí                 | |
| 2014–17   | Salem                        | Sí      | Sí (2)   | Sí        | Sí (8)    | Sí                 | |
| 2017–22   | The Orville                  | No      | Sí (4)   | No        | Sí (7)    | Sí                 | |
| 2020      | Cosmos: Possible Worlds      | No      | Sí (7)   | No        | Sí (11)   | Sí                 | |
| 2022      | The End Is Nye               | No      | Sí       | No        | Sí        | Sí                 | |